# زيكلون ب

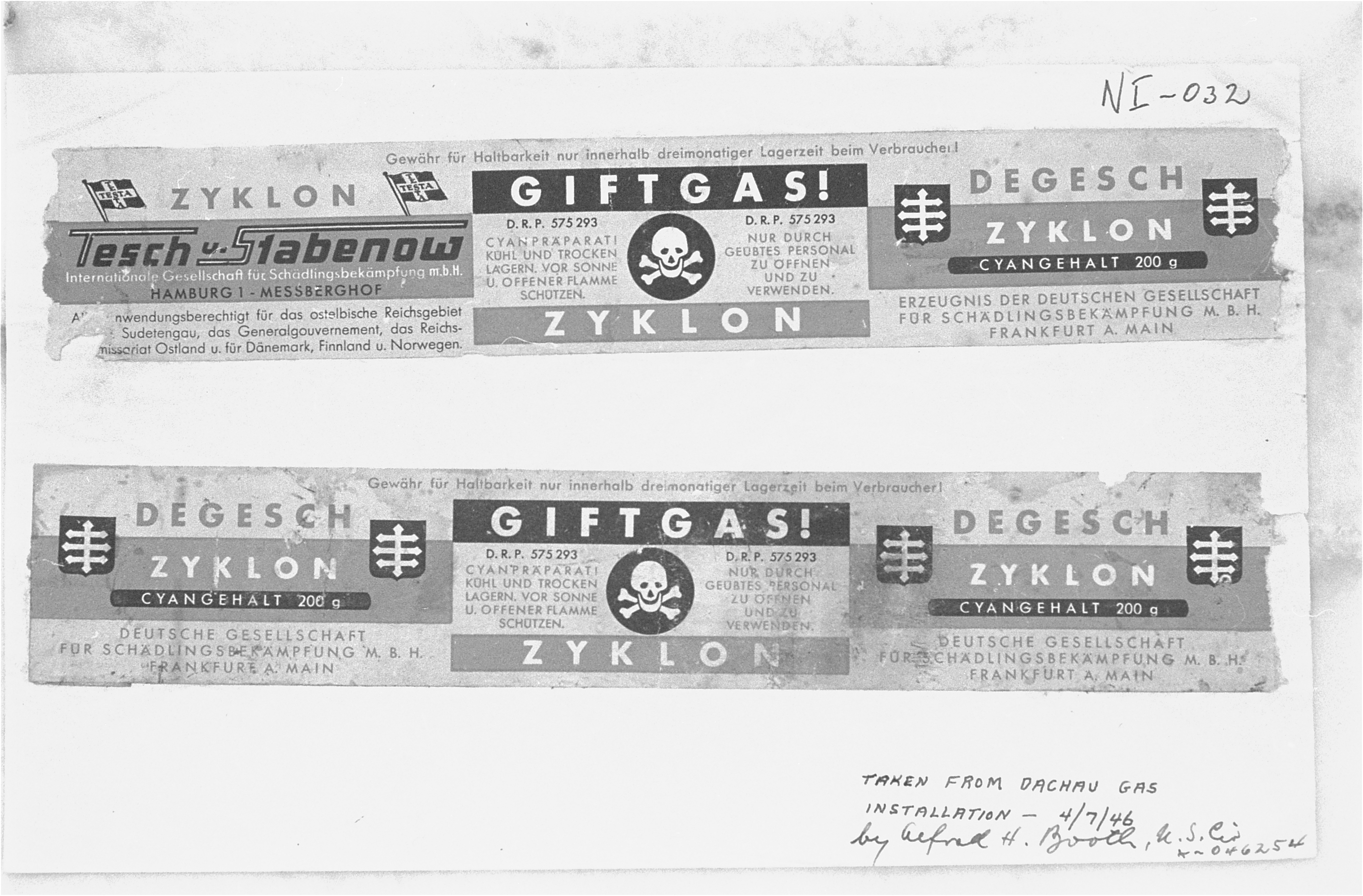
ملصقات زيكلون ب من معسكر الاعتقال داخاو تستخدم كدليل في محاكمات نورمبرغ. الالواح الأولى والثالثة تحتوي على معلومات الشركة المصنعة واسم العلامة التجارية. تنص على لوحة مركز «إعداد الغاز السام ! السيانيد ليتم فتحه واستخدامه فقط من قبل موظفين مدربين».

زيكلون ب Zyklon B وهو (تُلفظ بالألمانية: [tsyklo:n ˈbe:]; إنكليزيا /ˈzaɪklɒn ˈbiː/ أو ترجمتها سيكلون ب Cyclone B) كان الاسم التجاري للسيانيد - على أساس المبيدات الحشرية اخترع في ألمانيا في وقت مبكر من عام 1920م. كان يتألف من سيانيد الهيدروجين (حمض بروسي)، تحذيرياًمهيج العين، واحد المواد المختلفة القابلة للامتزاز مثل تراب المشطورات أو التراب الدياتومي. المنتج هو الذي اشتهر استخدامه من قبل ألمانيا النازية خلال المحارق للقتل والإبادة الجماعية في غرف الغاز التي قٌتل فيها الملايين والتي نصبت في معسكر أوشفيتز بيركينو ماجدانيك، و معسكر إبادة الأخرى .

## الآلية
سيانيد الهيدروجين هو الغاز السام الذي يتداخل مع التنفس الخلوي. السيانيد يمنع الخلايا من إنتاج ثلاثي فوسفات الأدينوسين (ATP) عن طريق الرابطة لأحد البروتين المشارك في سلسلة نقل الإلكترون.
وغاز زيكلون ب هو مبيد للحشرات سام بدرجة عالية ويستخدم أيضًا لقتل الفئران والحشرات.
غاز «زيكلون ب» (المستخدم سابقًا في عمليات التطهير بالبخار)

## التاريخ

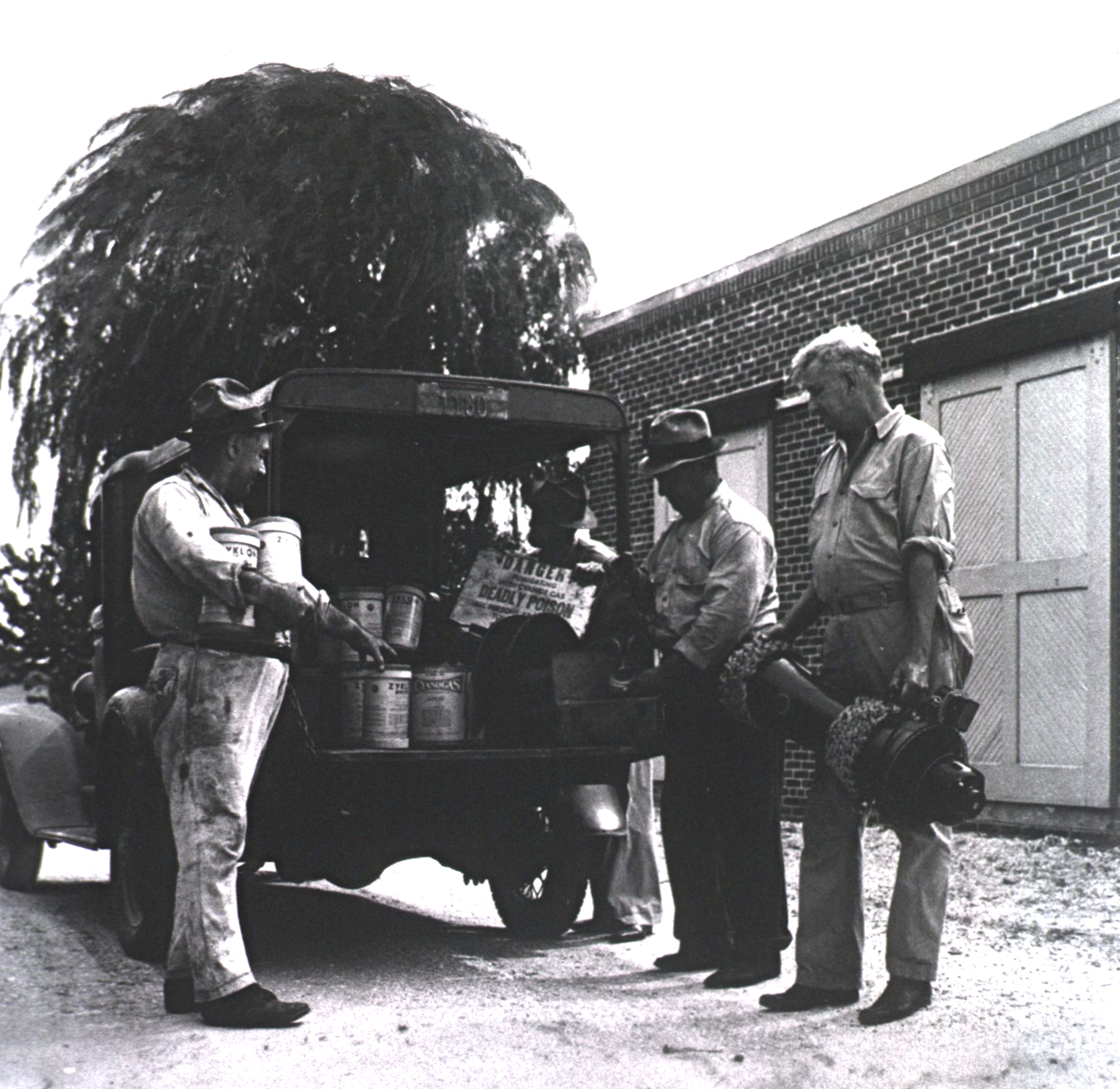
فريق التبخير في نيو أورليانز، 1939. اسطوانات زيكلون مرئية.

سيانيد الهيدروجين، الذي اكتشف في أواخر القرن الثامن عشر، كان يستخدم في 1880م لالرش على أشجار الحمضيات في ولاية كاليفورنيا. استخدامه انتشر إلى بلدان أخرى في تبخير صوامع الغلال، عربة البضائع ، والسفن، والمطاحن. وذلك على ضوء وزنه الخفيف وانتشاره السريع مما اجبر تطبيقه أن يتم تحت الخيام أو في الأماكن المغلقة.
استخدام غاز زيكلون ب في مراكز القتل النازية لليهود. أما الذين وقع عليهم الاختيار للموت، فكان يتم سوقهم إلى غرف الغاز. وفي مراكز أخرى، يقوم حراس المحتشد بإلقاء كرات غاز «زيكلون ب» بداخل عمود التهوية. وعادةً، وفي خلال دقائق بعد دخول غرف الغاز، يموت كل الموجودين بالغرفة بسبب نقص الأكسجين.

## الهيكل المؤسسي والتسويق

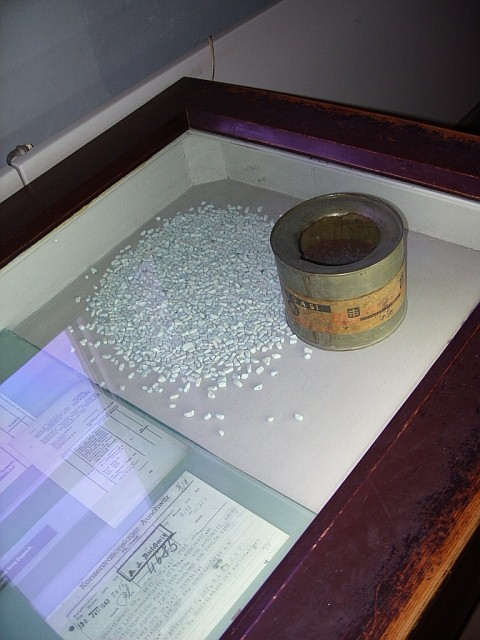
علبة من زيكلون ب مع حبيبات قابلة للامتزاز ووثائق أصلية موقعة تفصل طلبيات الزيكلون ب بأنه "من المواد لإعادة التوطين اليهودي" (المعروض في متحف معسكر اعتقال اوشفيتز)

في عام 1930، تنازلت شركة ديجوسا من 42.5 بالمائة من ملكية شركة ديجوسا لآي جي فاربن و 15 في المائة لتصل إلى ث. غولدشميت إيه جي، في مقابل الحصول على الحق في منتجات مبيدات آفات السوق عن الشركتين من خلال Degesch. شركة ديجوسا احتفظت بالرقابة الإدارية.

## استخدامه في المحرقة

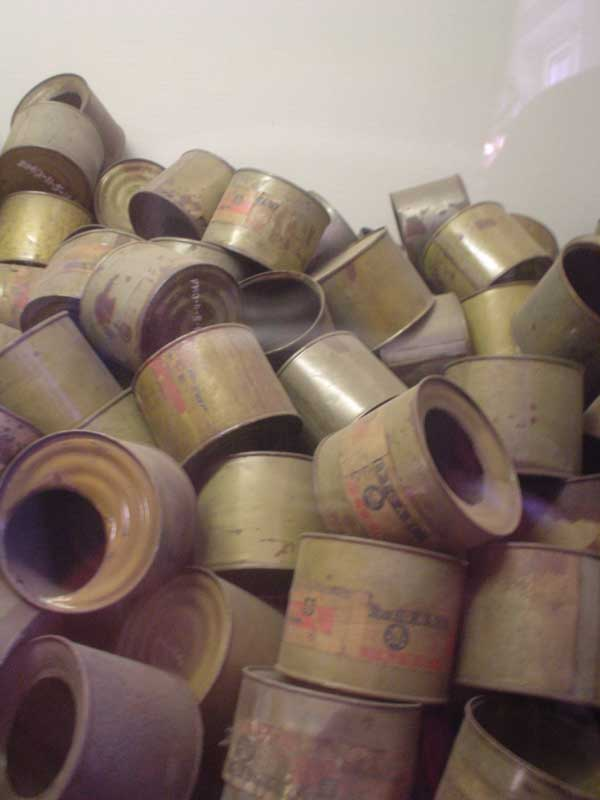
اسطوانات فارغة للغاز السام وجدت من قبل الحلفاء في نهاية الحرب العالمية الثانية

## الإرث

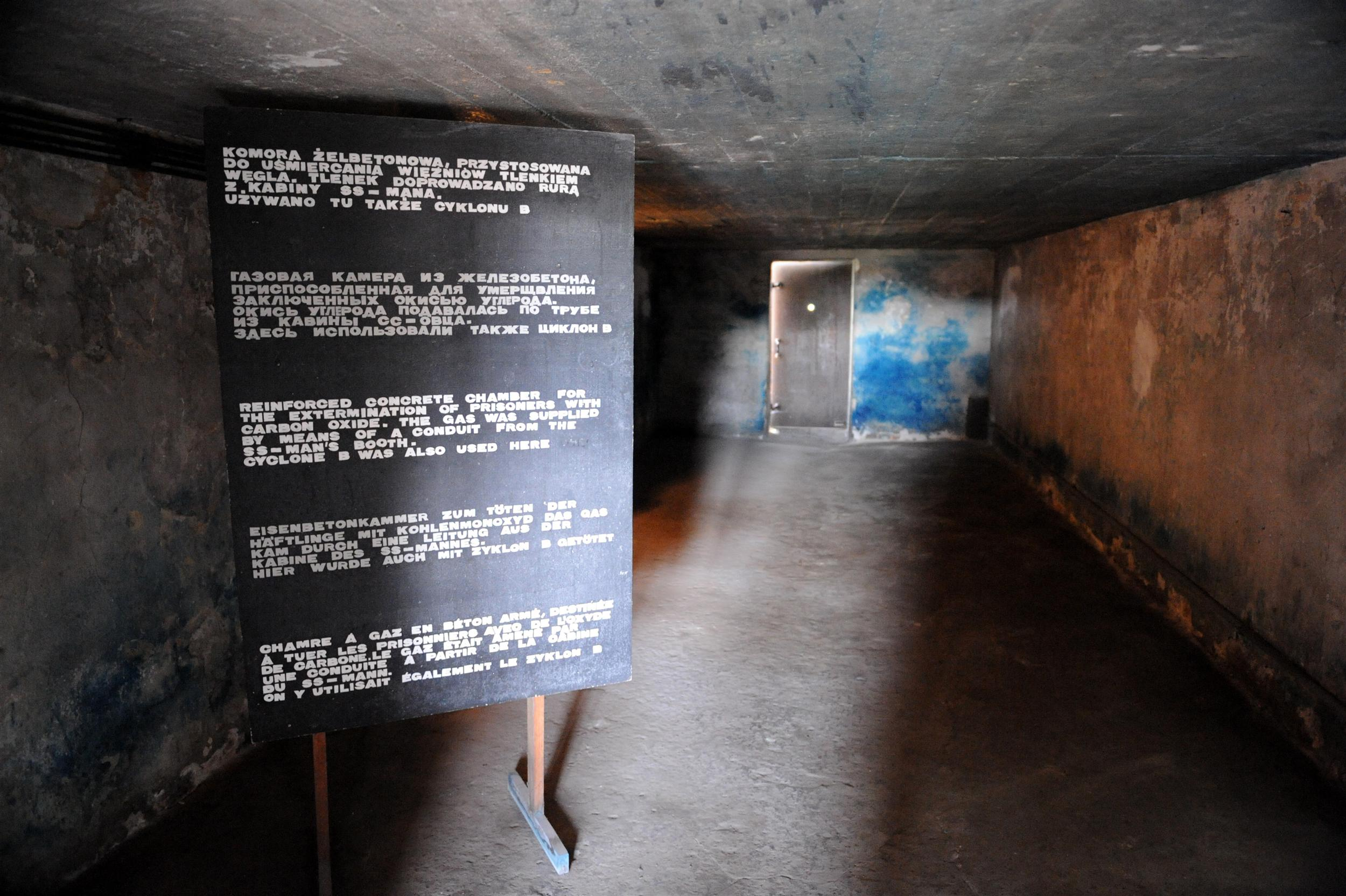
المناطق الداخلية من غرفة الغاز مايدانيك، والتي تبين بقايا البروسي الأزرق

بعد انتهاء الحرب العالمية الثانية في عام 1945، برونو تيش وKarl Weinbacher من تيش وستيبنو تمت محاكمتهما أمام محكمة عسكرية بريطانية وبالإعدام عن تقديمهما عمدا زيكلون ب إلى SS للاستخدام على البشر.الالمانى جيرهارد بيترز، الذي شغل منصب ضابط التشغيل الرئيسي لDegesch وطائرات الهليكوبتر والمناصب التي تشغلها النساء أيضا في الحكومة النازية، وخدم سنتين وثمانية أشهر في السجن كملحق قبل أن يطلق سراحه بسبب التعديلات التي أدخلت على قانون العقوبات.
وقد تم حظر استخدام سيانيد الهيدروجين كمبيد للآفات أو منظف أو محصور في بعض البلدان.

## قراءات إضافية
- Longerich، Peter (2010). Holocaust: The Nazi Persecution and Murder of the Jews. Oxford; New York: Oxford University Press. ISBN:978-0-19-280436-5. مؤرشف من الأصل في 2022-05-09.
- Rummel، Rudolph (1994). Death by Government. New Brunswick, NJ: Transaction. ISBN:978-1-56000-145-4. مؤرشف من الأصل في 2022-06-12.
- Snyder، Timothy (2010). بلاد الدم: أوروبا بين هتلر وستالين. New York: Basic Books. ISBN:978-0-465-00239-9.

## وصلات خارجية
- Green، Richard J.؛ McCarthy، Jamie. "Chemistry is Not the Science: Rudolf, Rhetoric & Reduction". Holocaust History Project. مؤرشف من الأصل في 2019-12-01.

قالب:IG Farben